# Gregorio de Narek
San Gregorio de Narek (en armenio: Գրիգոր Նարեկացի; entre 945 y 951-entre 1003 y 1010) fue un clérigo, teólogo, poeta y filósofo armenio. Nacido en el Vaspurakan, gobernado por los Artsruní, es célebre por el alto grado de sofisticación cultural que alcanzó. Falleció en el monasterio de Narek.

## Biografía
Nacido en una familia de escritores, culta y cristiana, su padre Khosrov fue obispo de Andzevatsik. Una vez fallecida su madre fue educado por su cuñada, Ana de Narek, fundadora de la escuela y de la aldea.
Pasó la mayor parte de su vida como monje en el monasterio de Narek, no lejos del lago de Van, junto a la iglesia de Aghtamar, donde enseñó. Hacia el final de su vida escribió el Libro de las lamentaciones, obra maestra de la poesía armenia medieval, escrita en armenio clásico. Compuso asimismo odas a la Virgen María, himnos y panegíricos. Su influencia se hace notar en otros poetas armenios, como Sayat-Nova, Yeghishe Charents y Paruir Sevak.
Desde muy pequeño se conectó con el monasterio de la aldea de Narek de la región de Rshtunyatsky, de donde proviene el nombre de Naregatsi. Su padre le llevó allí junto con su hermano Juan, después de morir la madre de ambos y superados los cinco años previos de orfandad que ponían de condición los monasterios.
Su educación y preparación para convertirse en un sacerdote célibe fue en la escuela del monasterio de la regla de San Basilio en Narek, bajo la tutela de su tío, el abad Anania, convirtiéndose en el más avanzado estudiante. Durante sus estudios, Gregorio demostró habilidades únicas y dominó no solo la literatura armenia, la Biblia y la literatura, sino que, al tener conocimiento del idioma griego, estaba muy familiarizado con la cultura bizantina. Los colofones del poeta concluyen que, aunque vivía en un ambiente monástico, no se aisló de los acontecimientos eclesiásticos y políticos. Se dice que era un espiritual con estilo poético, "el Píndaro armenio", al modo de san Juan de la Cruz en la literatura latina; con un manejo de la Biblia amplísimo en las numerosas citas que referencia, con espíritu abierto e intuitivo.
En 977, a petición del príncipe Gurgen de Andzevatsik (rey de Artsrunik, 990-1003), escribe su Comentario sobre el Cantar de los Cantares. En el 983, con motivo de la inauguración del Monasterio de la Santa Cruz de Aparank, escribió, por orden del obispo del lugar, Stepanos, la historia del establecimiento y la construcción de ese monasterio. Probablemente en la primera mitad de la década de 990 escribió la carta dogmática dirigida al abad del Monasterio de Kchav en la provincia de Mokk (la carta estaba incluida en el Libro de las letras), refutando la secta de Thondrakids y descartando cualquier tolerancia hacia los seguidores de esa secta.
Gregorio de Narek era una figura preocupada por cuestiones eclesiásticas armenias de su tiempo, como las discusiones con los bizantinos sobre la naturaleza de Jesucristo, con una teología fuertemente trinitaria, pero sobre todo Cristo-céntrica, haciendo uso de la analogía para referirse a ella, con una riquísima simbología. Aunque tiene una fuerte influencia bizantina (al tener la posibilidad de estudiar y leer en griego), sobre la doctrina sobre las dos naturalezas de Cristo, más que la comunión con los bizantinos Gregorio tiene una tendencia que se une con la universal. Por tanto, no sigue tanto el monofisismo, sino que su pensamiento es más bien desde las dos naturalezas en una misma persona, la unión hipostática aprobada en los concilios de Calcedonia (451) y Constantinopla II (553). Dentro del monasterio tendrían discusiones sobre la tendencia de Gregorio al no posicionarse claramente por los bizantinos (que todavía no se habían separado, sino que había un cisma). Algunos monjes lo denunciarán como hereje.
Cuando estaba libre de sus obligaciones monásticas, se aislaba en una cueva de las montañas al norte del monasterio de Narek para la contemplación. A lo largo de los siglos, esa cueva apartada fue un lugar de peregrinación. Según la tradición, murió después de completar el Libro de lamentaciones. Su tumba estaba en el barrio de las iglesias de Santa María, Madre de Dios (Panagia Theotokos), y de Santa Sandukht, dentro de la capilla construida para su memoria, que fue completamente destruida después de 1915 junto con todo el complejo monástico, como parte del genocidio a manos del Imperio otomano, que buscaba la destrucción del pueblo y la cultura armenia.

## Aparición de  la Virgen y el Niño Jesús
Según cuenta la tradición, un día en que se retiraba a la contemplación en la montaña, sus labios murmuraban: "Oh Sol de Justicia, reflejo del padre eterno, mi alma se consume, oh Salvador mío, en la espera de verte cara a cara", y, levantando los ojos por la ventana, hacia la vista del lago de Van, ve al Niño Jesús en los brazos de su Madre, y oye la dulce voz de ella, que lo llama: "Gregorio, ven al Señor". El monje es llevado volando por encima de las rocas y del lago, y se encuentra en la isla, al pie de María y Jesús en medio de rosales y lirios, ambos sonriéndole amorosamente. De regreso a su oratorio, anota en su libro de oraciones: "Lo vi con mis propios ojos".Posteriormente se pintó un ícono sobre la aparición a Gregorio y desde entonces se venera a Nuestra Señora de Narek.

## Culto
Gregorio de Narek es considerado santo por los católicos y por la Iglesia apostólica armenia, ortodoxa.
La Iglesia católica le recuerda en el Martirologio Romano el 27 de febrero de esta manera: «En el monasterio de Narek, en Armenia, San Gregorio, monje, doctor de los armenios, insigne por la doctrina, los escritos y la ciencia mística.».

## Doctorado
El 21 de febrero de 2015, el papa Francisco confirmó la sentencia afirmativa de la sesión plenaria de los cardenales y obispos miembros de la Congregación para la causa de los santos, anunciando que le había sido conferido el título de Doctor de la Iglesia a San Gregorio de Narek.Los armenios, tanto católicos como ortodoxos (apostólicos), ya consideraban anteriormente al santo como doctor armenio debido a sus escritos y espiritualidad. El 12 de abril de 2015 el papa Francisco lo nombró oficialmente doctor en una ceremonia oficiada en memoria de los 100 años del genocidio armenio. El 11 de febrero de 2021 el papa Francisco confirmó la festividad de San Gregorio de Narek el 27 de febrero, introduciendo su celebración en el calendario católico.
Es el único Doctor de la Iglesia que nunca formó parte de la Iglesia católica.

## Obras
Los escritos de San Gregorio de Narek son diversos, y se pueden mencionar los siguientes:
- Libro de las lamentaciones
- Odas a la Virgen María
- Himnos y panegíricos
- Comentario sobre el 'Cantar de los Cantares'
- Historia del establecimiento y la construcción del Monasterio de la Santa Cruz de Aparank
- Carta dogmática al abad del Monasterio de Kchav
- Libro de las letras